# Silmänpaistama
Silmänpaistama är en kulle i Finland.   Den ligger i den ekonomiska regionen  Fjäll-Lappland  och landskapet Lappland, i den norra delen av landet, 800 km norr om huvudstaden Helsingfors. Toppen på Silmänpaistama är 342 meter över havet, eller 60 meter över den omgivande terrängen. Bredden vid basen är 1,6 km.
Terrängen runt Silmänpaistama är huvudsakligen platt, men västerut är den kuperad.  Trakten runt Silmänpaistama är nära nog obefolkad, med mindre än två invånare per kvadratkilometer. Det finns inga samhällen i närheten. 